# Büschengraben
Der Büschengraben, ist ein im Unterlauf für Bergbauzwecke angelegter Wassergraben, im Oberlauf ist es möglicherweise ein natürlicher Bach. Er wird durch den Gräfingründer Teich und einen namenlosen Teich aufgestaut, bevor er in den Oberen Kiliansteich mündet. Der Büschengragben fließt vollständig in Straßberger Gemarkung.

## Beschreibung
Der Büschengraben entspringt auf knapp 490 Meter Höhe, etwa 1600 Meter südöstlich von Untermühle (Ortsteil von Breitenstein). Der Bach fließt sanft mäandrierend durch den Wald, um nach nur 660 Meter Länge auf etwa 475 Meter Höhe im Gräfingründer Teich aufgestaut zu werden.
Auf etwa 470 Meter Höhe verlässt der Bach den Teich und fließt nur leicht mäandrierend in südsüdöstlicher Richtung, anfangs durch ein Feuchtgebiet. Nach nur rund 530 Meter Bachlauf wird der Büschengraben auf etwa 460 Meter Höhe erneut aufgestaut. In diesem Stauteich, münden auch der Möllerteichgraben vom Möllerteich und ein weiterer Zufluss. Der Büschengraben  ist dabei der nördlichste Zufluss des Stauteichs.  Auf ca. 460 m Höhe befindet sich der Grundablass dieses Stauteichs. Von hier an fließt der Büschengraben 320 Meter, kaum mäandrierend fast direkt in Richtung Osten. Nach einem nördlichen Bogen fließt der Graben weiter Richtung Ostsüdost.

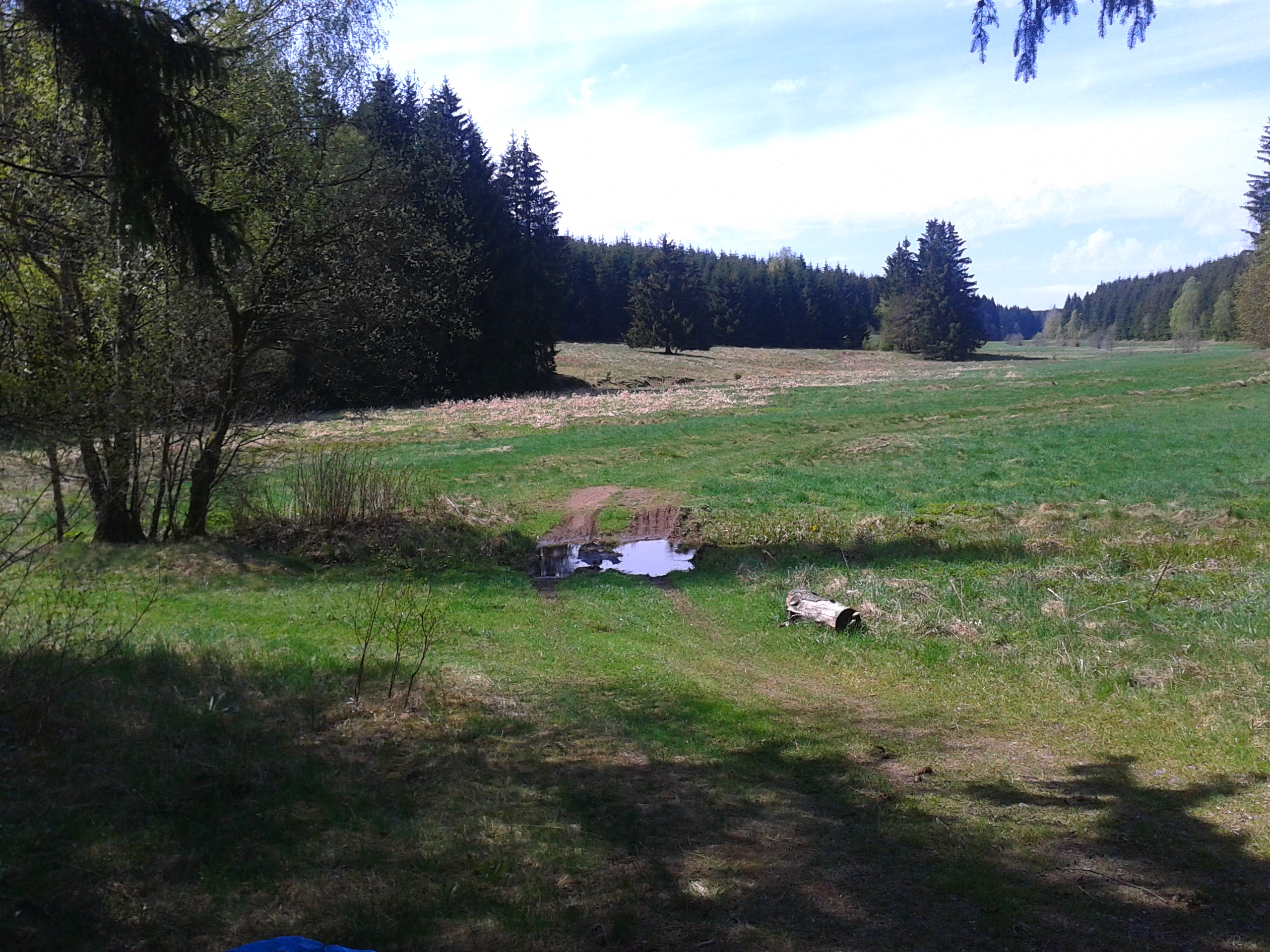
Spitzer Fürth

Nach weiteren 310 Metern, an der Spitzer Fürth hat der Büschengraben mit dem Schinderwiesengraben Straßberg einen linken Zufluss (ca. 1,3 km Länge, aus rechts 1,1 km Länge, in Der Schinderwiese entspringend), der zwei wenige hundert Meter linke lange Zuflüsse hat, kurz vor der Spitzer Fürth einen Weg quert und in den Büschengraben mündet. Dieser unterquert direkt danach einen Wanderweg, bevor er zunächst im oberen Kiliansteich und dann in der Talsperre Kiliansteich aufgestaut wird.
Ab dem Grundablass des Kiliansteichs fließt der Büschengraben etwa 200 m weiter, dann zweigt ein Graben ab der unterhalb des Frankenteichs mündet, wo Stollgraben und Rödelbach Wasser zugeführt wird. Der Büschengraben fließt weiter, bis er, in zwei Armen, kurz vor den Maliniusteich linksseitig in den Rödelbach mündet.